# Omalodes felix
Omalodes felix är en skalbaggsart som beskrevs av Lewis 1900. Omalodes felix ingår i släktet Omalodes och familjen stumpbaggar. Inga underarter finns listade i Catalogue of Life.